# اریک پریدز
اریک شریدان پریدز (به انگلیسی: Eric Sheridan Prydz) (زاده ۱۹ ژوئیه ۱۹۷۶)، با نام هنری اریک پریدز یا پرایدا، دی‌جی و تهیّه‌کنندهٔ موسیقی هاوس است. او در سال ۲۰۰۴، با ترانه با من تماس بگیر معروف شد. از دیگر ترانه های مشهور او می‌توان به "Pjanoo" و "Proper Edcuation" اشاره کرد. در سال ۲۰۱۵، او آلبوم خود به‌نام "Opus" را منتشر کرد.

در سال ۲۰۱۷، او جایزه موسیقی الکترونیک برای بهترین اجرای زنده سال را برنده شد.